# Un week end da leone
Un week end da leone (Losin' It) è un film del 1983 diretto da Curtis Hanson, con Tom Cruise, Jackie Earle Haley e John Stockwell.
La pellicola è ambientata in gran parte a Calexico, in California.

## Trama
Dave, Spider e Woody sono tre studenti di L.A. in viaggio per Tijuana, in Messico, dove intendono perdere la loro verginità; alla spedizione partecipa anche Wendell, fratello di Dave, che li segue per comprare dei fuochi d'artificio. Alla fine con loro prendono anche una donna di nome Kathy, che vuole passare il confine per ottenere un divorzio veloce da suo marito; tutti insieme vivranno una serie di disavventure a sud del confine.